# Montatais
 (mai 2025).
Le Montatais est un ruisseau situé dans la commune de Jallais, en Maine-et-Loire, France. Il est un affluent de l’Èvre et traverse plusieurs paysages naturels, offrant un cadre propice à la randonnée et aux activités de plein air.

## Géographie
Le Montatais prend sa source dans les environs de Jallais et serpente à travers la campagne avant de rejoindre l’Èvre. Son cours est ponctué de petits ponts et de zones boisées, ce qui en fait un lieu apprécié des promeneurs.

## Histoire et patrimoine
Le Montatais est connu pour son rôle dans la bataille de Jallais en 1793, où les insurgés vendéens ont utilisé le ruisseau comme élément stratégique contre les forces républicaines. Aujourd’hui, il est intégré à plusieurs circuits de randonnée, notamment la Coulée Verte du Montatais, qui permet de découvrir la biodiversité locale.

## Activités et tourisme
Le Montatais est un lieu prisé pour la randonnée pédestre et les pique-niques. Une aire de pique-nique est aménagée à proximité, offrant un espace de détente avec des jeux pour enfants et une vue sur le plan d’eau.